# Jerry Lewis
Jerry Lewis (rojen kot Joseph Levitch), ameriški komik, igralec, producent in filmski režiser, * 16. marec 1926, Newark, New Jersey, † 20. avgust 2017, Las Vegas.
Zaslovel je v komičnem duetu z Deanom Martinom, s katerim sta nastopala do leta 1956. Po razpadu je nadaljeval s solo kariero kot komik, voditelj, igralec in pevec, preskusil pa se je tudi kot režiser, producent in scenarist. Bil je eden najbolj znanih lasvegaških zvezdnikov tega časa, kot režiser pa je izumil tehniko takojšnjega  pregleda posnetega kadra s pomočjo dodatnih videotrakov in ekranov, ki je pospešila snemanje ter postala standard v filmski industriji.
Ob karieri je bil znan tudi po dobrodelnih aktivnostih, predvsem zbiranju sredstev za raziskave in zdravljenje mišične distrofije.